# بلوك باستر

فيلم تيتانيك يعد بلوك باستر

بلوك باستر وتعني مجازيًا «الحدث الأكبر» وهو مصطلح يطلق على فيلم أو مسرحية أو لعبة فيديو بميزانية ضخمة وحقق شهرة عالمية واسعة على مستوى النقد والأرباح.